# Wereldkampioenschap voetbal 2002 (kwalificatie CONCACAF)
35 teams schreven zich in voor de kwalificatie van het wereldkampioenschap voetbal 2002, de CONCACAF kreeg 3 plaatsen op het WK.

## Opzet
Er waren 3 rondes. Mexico, Verenigde Staten, Jamaica en Costa Rica (de best geplaatsten op de FIFA-ranglijst) kregen een vrijstelling voor de eerste ronde. Canada mocht rechtstreeks naar de play-offs. De 30 overblijvende teams werden in 2 geografische groepen verdeeld.
- Caribische zone: 24 teams werden in 3 groepen van 8 verdeeld. Deze 8 speelden een knock-outtoernooi in 3 rondes, de winnaar van de finale gaat naar de 2de ronde, terwijl de verliezer naar de play-offs gaat.
- Centraal-Amerikaanse zone: de 6 teams worden in 2 groepen van 3 verdeeld. De groepswinnaars gaan naar de 2de ronde terwijl de nummers 2 naar de play-offs gaan.
- Play-offs: de 6 teams werden gepaard en speelden een knock-outfase. De 3 winnaars gaan naar de 2de ronde.
- Tweede ronde: de 12 teams worden in 3 groepen van 4 verdeeld. De groepswinnaars en nummers 2 gaan naar de finale.
- Finaleronde: de 6 overblijvers spelen in groepsfase, de top 3 kwalificeert zich.

## Gekwalificeerde landen
| FIFA-lid         | Confederatie | Kwalificatie   | Kwal. datum      | Aantal dln. (incl. 2002) | Dln. op rij | Eerste dln. | Laatste dln. | Titels (excl. 2002) | Beste prestatie |
| ---------------- | ------------ | -------------- | ---------------- | ------------------------ | ----------- | ----------- | ------------ | ------------------- | --------------- |
| Costa Rica       | CONCACAF     | Finaleronde 1e | 5 september 2001 | 2e                       | 1           | 1990        | 1990         | 0                   | Groepsfase      |
| Mexico           | CONCACAF     | Finaleronde 2e | 11 november 2001 | 12e                      | 3           | 1930        | 1998         | 0                   | Kwartfinale     |
| Verenigde Staten | CONCACAF     | Finaleronde 3e | 7 oktober 2001   | 7e                       | 4           | 1930        | 1998         | 0                   | Derde           |

## Caribische zone

### Groep 1
|  | Eerste ronde    | Eerste ronde | Eerste ronde | Eerste ronde |       |       | Tweede ronde | Tweede ronde | Tweede ronde | Tweede ronde |  |      | Derde ronde | Derde ronde | Derde ronde | Derde ronde |  |  |
|  |                 |              |              |              |       |       |              |              |              |              |  |      |             |             |             |             |  |  |
|  | Kaaimaneilanden | 0            | 0            | 0            |       |       |              |              |              |              |  |      |             |             |             |             |  |  |
|  | Cuba            | 4            | 0            | 4            |       |       |              |              |              |              |  |      |             |             |             |             |  |  |
|  | Cuba            | 4            | 0            | 4            |       | Cuba  | 1            | 0            | 1            |              |  |      |             |             |             |             |  |  |
|  |                 |              |              |              |       | Cuba  | 1            | 0            | 1            |              |  |      |             |             |             |             |  |  |
|  |                 | Suriname     | 0            | 0            | 0     |       |              |              |              |              |  |      |             |             |             |             |  |  |
|  | Saint Lucia     | Suriname     | 0            | 0            | 0     | 1     | 0            | 1 (1)        |              |              |  |      |             |             |             |             |  |  |
|  | Saint Lucia     |              |              |              |       | 1     | 0            | 1 (1)        |              |              |  |      |             |             |             |             |  |  |
|  | Suriname        | 0            | 1            | 1 (3)        |       |       |              |              |              |              |  |      |             |             |             |             |  |  |
|  | Suriname        | 0            | 1            | 1 (3)        |       |       |              |              |              |              |  | Cuba | 1           | 1           | 2 (4)       |             |  |  |
|  |                 |              |              |              |       |       |              |              |              |              |  | Cuba | 1           | 1           | 2 (4)       |             |  |  |
|  |                 | Barbados     | 1            | 1            | 2 (5) |       |              |              |              |              |  |      |             |             |             |             |  |  |
|  | Aruba           | Barbados     | 1            | 1            | 2 (5) | 4     | 2            | 6            |              |              |  |      |             |             |             |             |  |  |
|  | Aruba           |              |              |              |       | 4     | 2            | 6            |              |              |  |      |             |             |             |             |  |  |
|  | Puerto Rico     | 2            | 2            | 4            |       |       |              |              |              |              |  |      |             |             |             |             |  |  |
|  | Puerto Rico     | 2            | 2            | 4            |       | Aruba | 1            | 0            | 1            |              |  |      |             |             |             |             |  |  |
|  |                 |              |              |              |       | Aruba | 1            | 0            | 1            |              |  |      |             |             |             |             |  |  |
|  |                 | Barbados     | 3            | 4            | 7     |       |              |              |              |              |  |      |             |             |             |             |  |  |
|  | Grenada         | Barbados     | 3            | 4            | 7     | 2     | 2            | 4            |              |              |  |      |             |             |             |             |  |  |
|  | Grenada         |              |              |              |       | 2     | 2            | 4            |              |              |  |      |             |             |             |             |  |  |
|  | Barbados        | 2            | 3            | 5            |       |       |              |              |              |              |  |      |             |             |             |             |  |  |

Eerste ronde
|                                       |                                              |         |                 |                                                                                         |
| 5 maart 2000 «onderlinge duels» 15:00 | Cuba                                         | 4 – 0   | Kaaimaneilanden | Estadio Pedro Marrero, Havana Toeschouwers: 3.500 Scheidsrechter: Hughil Thompson (JAM) |
| 5 maart 2000 «onderlinge duels» 15:00 | Marten 38' Álvarez 56' Prado 87' Gandara 90' | Verslag |                 | Estadio Pedro Marrero, Havana Toeschouwers: 3.500 Scheidsrechter: Hughil Thompson (JAM) |

|                                        |                 |       |      |                                                                                               |
| 19 maart 2000 «onderlinge duels» 19:00 | Kaaimaneilanden | 0 – 0 | Cuba | Truman Boddensportcomplex, George Town Toeschouwers: 800 Scheidsrechter: Ibrahim Brohim (DMA) |
| 19 maart 2000 «onderlinge duels» 19:00 | Verslag         |       |      | Truman Boddensportcomplex, George Town Toeschouwers: 800 Scheidsrechter: Ibrahim Brohim (DMA) |

Cuba won met 4–0 over twee wedstrijden kwalificeert zich voor de tweede ronde.
|                                       |             |         |          |                                                                                   |
| 5 maart 2000 «onderlinge duels» 16:00 | Saint Lucia | 1 – 0   | Suriname | Mindoo Phillip Park, Castries Toeschouwers: 3.500 Scheidsrechter: Noel Egan (ANT) |
| 5 maart 2000 «onderlinge duels» 16:00 | Regis 46'   | Verslag |          | Mindoo Phillip Park, Castries Toeschouwers: 3.500 Scheidsrechter: Noel Egan (ANT) |

|                                        |               |         |             |                                                                                             |
| 19 maart 2000 «onderlinge duels» 18:00 | Suriname      | 1 – 0   | Saint Lucia | André Kamperveenstadion, Paramaribo Toeschouwers: 8.000 Scheidsrechter: Harlem Villar (ARU) |
| 19 maart 2000 «onderlinge duels» 18:00 | Doesburg 80'  | Verslag |             | André Kamperveenstadion, Paramaribo Toeschouwers: 8.000 Scheidsrechter: Harlem Villar (ARU) |
| 19 maart 2000 «onderlinge duels» 18:00 | Strafschoppen |         |             | André Kamperveenstadion, Paramaribo Toeschouwers: 8.000 Scheidsrechter: Harlem Villar (ARU) |
| 19 maart 2000 «onderlinge duels» 18:00 | 3–1           |         |             | André Kamperveenstadion, Paramaribo Toeschouwers: 8.000 Scheidsrechter: Harlem Villar (ARU) |

Suriname kwalificeert zich, na twee wedstrijden stond het 1–1, het land won de penaltyserie en kwalificeert zich voor de tweede ronde.
|                                        |                                          |         |                        |                                                                                  |
| 11 maart 2000 «onderlinge duels» 20:00 | Aruba                                    | 4 – 2   | Puerto Rico            | Trinidadstadion, Oranjestad Toeschouwers: 800 Scheidsrechter: Roger Gurley (VIN) |
| 11 maart 2000 «onderlinge duels» 20:00 | Santana 47' Filomina 54', 70' Mackay 85' | Verslag | 12' Ortiz 43' Astondoa | Trinidadstadion, Oranjestad Toeschouwers: 800 Scheidsrechter: Roger Gurley (VIN) |

|                                        |                             |         |                     |                                                                                        |
| 18 maart 2000 «onderlinge duels» 19:30 | Puerto Rico                 | 2 – 2   | Aruba               | Estadio Sixto Escobar, San Juan Toeschouwers: 500 Scheidsrechter: Urvin Faneijte (AHO) |
| 18 maart 2000 «onderlinge duels» 19:30 | Ortiz 7' Geerman 19' (e.d.) | Verslag | 37' McKay 43' Kross | Estadio Sixto Escobar, San Juan Toeschouwers: 500 Scheidsrechter: Urvin Faneijte (AHO) |

Aruba won met 6–4 over twee wedstrijden en kwalificeert zich voor de tweede ronde.
|                                       |                    |         |                  |                                                                                       |
| 5 maart 2000 «onderlinge duels» 19:30 | Barbados           | 2 – 2   | Grenada          | Nationaal Stadion, Bridgetown Toeschouwers: 800 Scheidsrechter: Franklyn Dorset (SKN) |
| 5 maart 2000 «onderlinge duels» 19:30 | Alexander 31', 47' | Verslag | 75', 77' Modeste | Nationaal Stadion, Bridgetown Toeschouwers: 800 Scheidsrechter: Franklyn Dorset (SKN) |

|                                        |                          |              |                               |                                                                                                  |
| 18 maart 2000 «onderlinge duels» 15:30 | Grenada                  | 2 – 3 (n.v.) | Barbados                      | Grenada Nationaal Stadion, St. George's Toeschouwers: 3.000 Scheidsrechter: Ramesh Ramdhan (TRI) |
| 18 maart 2000 «onderlinge duels» 15:30 | Baptiste 44' Roberts 61' | Verslag      | 15' Riley 35' Forde 98' Riley | Grenada Nationaal Stadion, St. George's Toeschouwers: 3.000 Scheidsrechter: Ramesh Ramdhan (TRI) |

Barbados won met 5–4 over twee wedstrijden en kwalificeert zich voor de tweede ronde.
Tweede ronde
|                                       |           |         |                                 |                                                                                         |
| 1 april 2000 «onderlinge duels» 20:00 | Aruba     | 1 – 3   | Barbados                        | Trinidadstadion, Oranjestad Toeschouwers: 1.200 Scheidsrechter: Timothy Hazelwood (VIN) |
| 1 april 2000 «onderlinge duels» 20:00 | Gross 89' | Verslag | 2' Goodridge 22', 85' Alexander | Trinidadstadion, Oranjestad Toeschouwers: 1.200 Scheidsrechter: Timothy Hazelwood (VIN) |

|                                        |                                            |         |       |                                                                                        |
| 16 april 2000 «onderlinge duels» 21:25 | Barbados                                   | 4 – 0   | Aruba | Nationaal Stadion, Bridgetown Toeschouwers: 1.755 Scheidsrechter: Ramesh Ramdhan (TRI) |
| 16 april 2000 «onderlinge duels» 21:25 | Alexander 45', 67' Goodridge 47' Riley 70' | Verslag |       | Nationaal Stadion, Bridgetown Toeschouwers: 1.755 Scheidsrechter: Ramesh Ramdhan (TRI) |

Barbados won met 7–1 over twee wedstrijden en kwalificeert zich voor de derde ronde.
|                                       |               |         |          |                                                                                           |
| 2 april 2000 «onderlinge duels» 16:30 | Cuba          | 1 – 0   | Suriname | Estadio Pedro Marrero, Havana Toeschouwers: 3.000 Scheidsrechter: Peter Prendergast (JAM) |
| 2 april 2000 «onderlinge duels» 16:30 | Hernández 19' | Verslag |          | Estadio Pedro Marrero, Havana Toeschouwers: 3.000 Scheidsrechter: Peter Prendergast (JAM) |

|                                        |          |       |      |                                                                                                   |
| 16 april 2000 «onderlinge duels» 18:00 | Suriname | 0 – 0 | Cuba | André Kamperveenstadion, Paramaribo Toeschouwers: 8.000 Scheidsrechter: Wilson Saint-Claire (HAI) |
| 16 april 2000 «onderlinge duels» 18:00 | Verslag  |       |      | André Kamperveenstadion, Paramaribo Toeschouwers: 8.000 Scheidsrechter: Wilson Saint-Claire (HAI) |

Cuba won met 1–0 over twee wedstrijden en kwalificeert zich voor de derde ronde.
Derde ronde
|                                     |          |         |               |                                                                                        |
| 7 mei 2000 «onderlinge duels» 16:00 | Cuba     | 1 – 1   | Barbados      | Estadio Pedro Marrero, Havana Toeschouwers: 5.000 Scheidsrechter: Richard Samuel (DMR) |
| 7 mei 2000 «onderlinge duels» 16:00 | More 45' | Verslag | 18' Alexander | Estadio Pedro Marrero, Havana Toeschouwers: 5.000 Scheidsrechter: Richard Samuel (DMR) |

|                                      |                    |         |          |                                                                                    |
| 21 mei 2000 «onderlinge duels» 20:00 | Barbados           | 1 – 1   | Cuba     | Nationaal Stadion, Bridgetown Toeschouwers: 7.000 Scheidsrechter: Noel Bynoe (TRI) |
| 21 mei 2000 «onderlinge duels» 20:00 | Cruzata 75' (e.d.) | Verslag | 74' More | Nationaal Stadion, Bridgetown Toeschouwers: 7.000 Scheidsrechter: Noel Bynoe (TRI) |
| 21 mei 2000 «onderlinge duels» 20:00 | Strafschoppen      |         |          | Nationaal Stadion, Bridgetown Toeschouwers: 7.000 Scheidsrechter: Noel Bynoe (TRI) |
| 21 mei 2000 «onderlinge duels» 20:00 | 5–4                |         |          | Nationaal Stadion, Bridgetown Toeschouwers: 7.000 Scheidsrechter: Noel Bynoe (TRI) |

Barbados won na strafschoppen en kwalificeert zich voor de  tweede ronde, verliezer Cuba speelt in de play-off.

### Groep 2
|  | Eerste ronde                   | Eerste ronde                   | Eerste ronde | Eerste ronde |   |                      | Tweede ronde | Tweede ronde | Tweede ronde | Tweede ronde |  |                    | Derde ronde | Derde ronde | Derde ronde | Derde ronde |  |  |
|  |                                |                                |              |              |   |                      |              |              |              |              |  |                    |             |             |             |             |  |  |
|  | Antigua en Barbuda             |                                |              | bye          |   |                      |              |              |              |              |  |                    |             |             |             |             |  |  |
|  | Guyana                         |                                |              |              |   |                      |              |              |              |              |  |                    |             |             |             |             |  |  |
|  |                                | Antigua en Barbuda             | 0            | 1            | 1 |                      |              |              |              |              |  |                    |             |             |             |             |  |  |
|  |                                |                                |              |              | 1 |                      |              |              |              |              |  |                    |             |             |             |             |  |  |
|  |                                | Bermuda                        | 0            | 1            | 1 |                      |              |              |              |              |  |                    |             |             |             |             |  |  |
|  | Britse Maagdeneilanden         | Bermuda                        | 0            | 1            | 1 | 1                    | 0            | 0            |              |              |  |                    |             |             |             |             |  |  |
|  | Britse Maagdeneilanden         |                                |              |              |   | 1                    | 0            | 0            |              |              |  |                    |             |             |             |             |  |  |
|  | Bermuda                        | 5                              | 9            | 14           |   |                      |              |              |              |              |  |                    |             |             |             |             |  |  |
|  | Bermuda                        | 5                              | 9            | 14           |   |                      |              |              |              |              |  | Antigua en Barbuda | 2           | 0           | 2           |             |  |  |
|  |                                |                                |              |              |   |                      |              |              |              |              |  | Antigua en Barbuda | 2           | 0           | 2           |             |  |  |
|  |                                | Saint Vincent en de Grenadines | 1            | 4            | 5 |                      |              |              |              |              |  |                    |             |             |             |             |  |  |
|  | Turks- en Caicoseilanden       | Saint Vincent en de Grenadines | 1            | 4            | 5 | 0                    | 0            | 0            |              |              |  |                    |             |             |             |             |  |  |
|  | Turks- en Caicoseilanden       |                                |              |              |   | 0                    | 0            | 0            |              |              |  |                    |             |             |             |             |  |  |
|  | Saint Kitts en Nevis           | 8                              | 6            | 14           |   |                      |              |              |              |              |  |                    |             |             |             |             |  |  |
|  | Saint Kitts en Nevis           | 8                              | 6            | 14           |   | Saint Kitts en Nevis | 0            | 1            | 1            |              |  |                    |             |             |             |             |  |  |
|  |                                |                                |              |              |   | Saint Kitts en Nevis | 0            | 1            | 1            |              |  |                    |             |             |             |             |  |  |
|  |                                | Saint Vincent en de Grenadines | 1            | 2            | 3 |                      |              |              |              |              |  |                    |             |             |             |             |  |  |
|  | Saint Vincent en de Grenadines | Saint Vincent en de Grenadines | 1            | 2            | 3 | 9                    | 5            | 14           |              |              |  |                    |             |             |             |             |  |  |
|  | Saint Vincent en de Grenadines |                                |              |              |   | 9                    | 5            | 14           |              |              |  |                    |             |             |             |             |  |  |
|  | Amerikaanse Maagdeneilanden    | 0                              | 1            | 1            |   |                      |              |              |              |              |  |                    |             |             |             |             |  |  |

Eerste ronde
|                                 |                                                                     |         |                             |                                                                                        |
| 5 maart 2000 «onderlinge duels» | Saint Vincent en de Grenadines                                      | 9 – 0   | Amerikaanse Maagdeneilanden | Arnos Valestadion, Kingstown Toeschouwers: 5.000 Scheidsrechter: Floyd Alexander (LCA) |
| 5 maart 2000 «onderlinge duels» | Jack 6', 15', 48', Guy 18', 20', 31' Chewitt 74', 86' Gonsalves 81' | Verslag |                             | Arnos Valestadion, Kingstown Toeschouwers: 5.000 Scheidsrechter: Floyd Alexander (LCA) |

|                                  |                             |         |                                         |                                                                                     |
| 19 maart 2000 «onderlinge duels» | Amerikaanse Maagdeneilanden | 1 – 5   | Saint Vincent en de Grenadines          | Paul Josephstadion, Frederiksted Toeschouwers: 425 Scheidsrechter: Mark Forde (BAR) |
| 19 maart 2000 «onderlinge duels» | Santos 72'                  | Verslag | 7' Gonsalves 15', 35', 51', 89' Chewitt | Paul Josephstadion, Frederiksted Toeschouwers: 425 Scheidsrechter: Mark Forde (BAR) |

Saint Vincent en de Grenadines won met 14–1 over twee wedstrijden en kwalificeert zich voor de tweede ronde.
|                                  |                                                                                     |         |                          |                                                                                       |
| 18 maart 2000 «onderlinge duels» | Saint Kitts en Nevis                                                                | 8 – 0   | Turks- en Caicoseilanden | Warner Park Stadium, Basseterre Toeschouwers: 4.000 Scheidsrechter: Leroy Bryan (AIA) |
| 18 maart 2000 «onderlinge duels» | Saddler 22', 53' (pen.), 66' Isaac 29' Francis 47' Crawford 50' Gumbs 75' Smith 86' | Verslag |                          | Warner Park Stadium, Basseterre Toeschouwers: 4.000 Scheidsrechter: Leroy Bryan (AIA) |

|                                  |                          |         |                                                                   |                                                                                       |
| 21 maart 2000 «onderlinge duels» | Turks- en Caicoseilanden | 0 – 6   | Saint Kitts en Nevis                                              | Warner Park Stadium, Basseterre Toeschouwers: 1000 Scheidsrechter: Ian Phillips (CAY) |
| 21 maart 2000 «onderlinge duels» |                          | Verslag | 20', 62' Huggins 30' (pen.) Gumbs 58' Isaac 69' Francis 73' Smith | Warner Park Stadium, Basseterre Toeschouwers: 1000 Scheidsrechter: Ian Phillips (CAY) |

Saint Kitts en Nevis won met 14–0 over twee wedstrijden en kwalificeert zich voor de tweede ronde.
|                                 |                        |         |                                                     |                                                                                  |
| 5 maart 2000 «onderlinge duels» | Britse Maagdeneilanden | 1 – 5   | Bermuda                                             | Sherly Ground, Road Town Toeschouwers: 2.000 Scheidsrechter: Caudel McNabb (BAH) |
| 5 maart 2000 «onderlinge duels» | Williams 61'           | Verslag | 20' Lightbourne 22' Cam 35', 48', 65' (pen.) Goater | Sherly Ground, Road Town Toeschouwers: 2.000 Scheidsrechter: Caudel McNabb (BAH) |

|                                  |                                                                                             |         |                        |                                                                                     |
| 19 maart 2000 «onderlinge duels» | Bermuda                                                                                     | 9 – 0   | Britse Maagdeneilanden | Nationaal Stadion, Hamilton Toeschouwers: 3.500 Scheidsrechter: Rosnick Grant (HAI) |
| 19 maart 2000 «onderlinge duels» | Boyles 6' Russell 34' Wade 53' Burgess 57' (pen.) Lewis 60' Astwood 61', 79' Nusum 75', 89' | Verslag |                        | Nationaal Stadion, Hamilton Toeschouwers: 3.500 Scheidsrechter: Rosnick Grant (HAI) |

Bermuda won met 14–1 over twee wedstrijden en kwalificeert zich voor de tweede ronde.
Tweede ronde
|                                  |                    |       |         |                                                                                                |
| 16 april 2000 «onderlinge duels» | Antigua en Barbuda | 0 – 0 | Bermuda | Antigua Recreation Ground, St. John's Toeschouwers: 1.040 Scheidsrechter: Martin Charles (DMA) |
| 16 april 2000 «onderlinge duels» | Verslag            |       |         | Antigua Recreation Ground, St. John's Toeschouwers: 1.040 Scheidsrechter: Martin Charles (DMA) |

|                                  |             |         |                    |                                                                                          |
| 23 april 2000 «onderlinge duels» | Bermuda     | 1 – 1   | Antigua en Barbuda | Nationaal Stadion, Hamilton Toeschouwers: 2.000 Scheidsrechter: Alexander Williams (LCA) |
| 23 april 2000 «onderlinge duels» | Burgess 60' | Verslag | 74' Grayson        | Nationaal Stadion, Hamilton Toeschouwers: 2.000 Scheidsrechter: Alexander Williams (LCA) |

Na 2 wedstrijden stond het 1–1, Antigua en Barbuda kwalificeert zich vanwege de regel van het uitdoelpunt voor de derde ronde.
|                                  |                                |         |                      |                                                                                  |
| 16 april 2000 «onderlinge duels» | Saint Vincent en de Grenadines | 1 – 0   | Saint Kitts en Nevis | Arnos Valestadion, Kingstown Toeschouwers: 7.500 Scheidsrechter: Noel Egan (ANT) |
| 16 april 2000 «onderlinge duels» | James 82'                      | Verslag |                      | Arnos Valestadion, Kingstown Toeschouwers: 7.500 Scheidsrechter: Noel Egan (ANT) |

|                                  |                      |         |                                |                                                                                      |
| 22 april 2000 «onderlinge duels» | Saint Kitts en Nevis | 1 – 2   | Saint Vincent en de Grenadines | Warner Park Stadium, Basseterre Toeschouwers: 2.500 Scheidsrechter: Noel Bynoe (TRI) |
| 22 april 2000 «onderlinge duels» | Gumbs 65'            | Verslag | 18' Jack 58' Velox             | Warner Park Stadium, Basseterre Toeschouwers: 2.500 Scheidsrechter: Noel Bynoe (TRI) |

St. Vincent en de Grenadines won met 3–1 over twee wedstrijden en kwalificeert zich voor de derde ronde.
Derde ronde
|                               |                    |         |                                |                                                                                                |
| 7 mei 2000 «onderlinge duels» | Antigua en Barbuda | 2 – 1   | Saint Vincent en de Grenadines | Antigua Recreation Ground, St. John's Toeschouwers: 5.000 Scheidsrechter: Ramesh Ramdhan (TRI) |
| 7 mei 2000 «onderlinge duels» | Grayson 20', 64'   | Verslag | 68' (e.d.) Skeal               | Antigua Recreation Ground, St. John's Toeschouwers: 5.000 Scheidsrechter: Ramesh Ramdhan (TRI) |

|                                |                                   |         |                    |                                                                                   |
| 21 mei 2000 «onderlinge duels» | Saint Vincent en de Grenadines    | 4 – 0   | Antigua en Barbuda | Arnos Valestadion, Kingstown Toeschouwers: 4.000 Scheidsrechter: Mark Forde (BAR) |
| 21 mei 2000 «onderlinge duels» | John 11' Charles 50' Guy 56', 61' | Verslag |                    | Arnos Valestadion, Kingstown Toeschouwers: 4.000 Scheidsrechter: Mark Forde (BAR) |

St Vincent en de Grenadines won met 5–2 over twee wedstrijden en kwalificeert zich voor de  tweede ronde, verliezer Antigua en Barbuda  speelt in de play-off.

### Groep 3
|  | Eerste ronde         | Eerste ronde      | Eerste ronde | Eerste ronde |   |                    | Tweede ronde | Tweede ronde | Tweede ronde | Tweede ronde |  |                    | Derde ronde | Derde ronde | Derde ronde | Derde ronde |  |  |
|  |                      |                   |              |              |   |                    |              |              |              |              |  |                    |             |             |             |             |  |  |
|  | Trinidad en Tobago   | 5                 | 1            | 6            |   |                    |              |              |              |              |  |                    |             |             |             |             |  |  |
|  | Nederlandse Antillen | 0                 | 1            | 1            |   |                    |              |              |              |              |  |                    |             |             |             |             |  |  |
|  | Nederlandse Antillen | 0                 | 1            | 1            |   | Trinidad en Tobago | 3            | 1            | 4            |              |  |                    |             |             |             |             |  |  |
|  |                      |                   |              |              |   | Trinidad en Tobago | 3            | 1            | 4            |              |  |                    |             |             |             |             |  |  |
|  |                      | Dominicaanse Rep. | 0            | 0            | 0 |                    |              |              |              |              |  |                    |             |             |             |             |  |  |
|  | Dominicaanse Rep.    | Dominicaanse Rep. | 0            | 0            | 0 | 3                  | 3            | 6            |              |              |  |                    |             |             |             |             |  |  |
|  | Dominicaanse Rep.    |                   |              |              |   | 3                  | 3            | 6            |              |              |  |                    |             |             |             |             |  |  |
|  | Montserrat           | 1                 | 0            | 1            |   |                    |              |              |              |              |  |                    |             |             |             |             |  |  |
|  | Montserrat           | 1                 | 0            | 1            |   |                    |              |              |              |              |  | Trinidad en Tobago | 3           | 1           | 4           |             |  |  |
|  |                      |                   |              |              |   |                    |              |              |              |              |  | Trinidad en Tobago | 3           | 1           | 4           |             |  |  |
|  |                      | Haïti             | 1            | 1            | 2 |                    |              |              |              |              |  |                    |             |             |             |             |  |  |
|  | Haïti                | Haïti             | 1            | 1            | 2 | 4                  | 3            | 7            |              |              |  |                    |             |             |             |             |  |  |
|  | Haïti                |                   |              |              |   | 4                  | 3            | 7            |              |              |  |                    |             |             |             |             |  |  |
|  | Dominica             | 0                 | 1            | 1            |   |                    |              |              |              |              |  |                    |             |             |             |             |  |  |
|  | Dominica             | 0                 | 1            | 1            |   | Haïti              | 9            | 4            | 13           |              |  |                    |             |             |             |             |  |  |
|  |                      |                   |              |              |   | Haïti              | 9            | 4            | 13           |              |  |                    |             |             |             |             |  |  |
|  |                      | Bahama's          | 0            | 0            | 0 |                    |              |              |              |              |  |                    |             |             |             |             |  |  |
|  | Anguilla             | Bahama's          | 0            | 0            | 0 | 1                  | 1            | 2            |              |              |  |                    |             |             |             |             |  |  |
|  | Anguilla             |                   |              |              |   | 1                  | 1            | 2            |              |              |  |                    |             |             |             |             |  |  |
|  | Bahama's             | 3                 | 2            | 5            |   |                    |              |              |              |              |  |                    |             |             |             |             |  |  |

Eerste ronde
|                                 |                                           |         |                      |                                                                                                   |
| 4 maart 2000 «onderlinge duels» | Trinidad en Tobago                        | 5 – 0   | Nederlandse Antillen | Hasely Crawfordstadion, Port of Spain Toeschouwers: 18.000 Scheidsrechter: Argelio Sabillon (HON) |
| 4 maart 2000 «onderlinge duels» | Andrews 19' Eve 43', 57' Dwarika 63', 85' | Verslag |                      | Hasely Crawfordstadion, Port of Spain Toeschouwers: 18.000 Scheidsrechter: Argelio Sabillon (HON) |

|                                  |                      |         |                    |                                                                                             |
| 18 maart 2000 «onderlinge duels» | Nederlandse Antillen | 1 – 1   | Trinidad en Tobago | Ergilio Hatostadion, Willemstad Toeschouwers: 4.000 Scheidsrechter: Peter Prendergast (JAM) |
| 18 maart 2000 «onderlinge duels» | Martina 11'          | Verslag | 90' Andrews        | Ergilio Hatostadion, Willemstad Toeschouwers: 4.000 Scheidsrechter: Peter Prendergast (JAM) |

Trinidad en Tobago won met 6–1 over twee wedstrijden en kwalificeert zich voor de tweede ronde.
|                                 |                                |         |            |                                                                                         |
| 5 maart 2000 «onderlinge duels» | Dominicaanse Republiek         | 3 – 0   | Montserrat | Estadio Panamericano, San Cristóbal Toeschouwers: 5.000 Scheidsrechter: Luis Yero (CUB) |
| 5 maart 2000 «onderlinge duels» | Zapata 31' Perez 38' Reyes 44' | Verslag |            | Estadio Panamericano, San Cristóbal Toeschouwers: 5.000 Scheidsrechter: Luis Yero (CUB) |

|                                  |            |         |                                     |                                                                                           |
| 19 maart 2000 «onderlinge duels» | Montserrat | 1 – 3   | Dominicaanse Republiek              | Hasely Crawfordstadion, Port of Spain Toeschouwers: 50 Scheidsrechter: Lazaro Rojas (CUB) |
| 19 maart 2000 «onderlinge duels» | Dyer 83'   | Verslag | 43' Sanchez 66' Gregorio 76' Zapata | Hasely Crawfordstadion, Port of Spain Toeschouwers: 50 Scheidsrechter: Lazaro Rojas (CUB) |

Dominicaanse Republiek won met 6–1 over twee wedstrijden en kwalificeert zich voor de tweede ronde.
|                                  |                                 |         |          |                                                                                              |
| 11 maart 2000 «onderlinge duels» | Haïti                           | 4 – 0   | Dominica | Sylvio Catorstadion, Port-au-Prince Toeschouwers: 8.000 Scheidsrechter: Samuel Richard (DOM) |
| 11 maart 2000 «onderlinge duels» | Pierre 6', 22', 47' Menelas 42' | Verslag |          | Sylvio Catorstadion, Port-au-Prince Toeschouwers: 8.000 Scheidsrechter: Samuel Richard (DOM) |

|                                  |           |         |                           |                                                                             |
| 19 maart 2000 «onderlinge duels» | Dominica  | 1 – 3   | Haïti                     | Windsor Park, Roseau Toeschouwers: 3.000 Scheidsrechter: Lenfort Levy (PUR) |
| 19 maart 2000 «onderlinge duels» | Peters 6' | Verslag | 56', 87' Pierre 69' Desir | Windsor Park, Roseau Toeschouwers: 3.000 Scheidsrechter: Lenfort Levy (PUR) |

Haïti won met 7–1 over twee wedstrijden en kwalificeert zich voor de tweede ronde.
|                                 |                   |         |                                  |                                                                                          |
| 5 maart 2000 «onderlinge duels» | Anguilla          | 1 – 3   | Bahama's                         | Ronald Websterpark, The Valley Toeschouwers: 3000 Scheidsrechter: Stuart Crockwell (BER) |
| 5 maart 2000 «onderlinge duels» | Hughes 69' (pen.) | Verslag | 12' Haven 29' Moussis 32' Davies | Ronald Websterpark, The Valley Toeschouwers: 3000 Scheidsrechter: Stuart Crockwell (BER) |

|                                  |                      |         |                     |                                                                                      |
| 19 maart 2000 «onderlinge duels» | Bahama's             | 2 – 1   | Anguilla            | Thomas Robinsonstadion, Nassau Toeschouwers: 330 Scheidsrechter: Valman Bedeau (GRN) |
| 19 maart 2000 «onderlinge duels» | Haven 16' Davies 77' | Verslag | 40' (pen.) O'Connor | Thomas Robinsonstadion, Nassau Toeschouwers: 330 Scheidsrechter: Valman Bedeau (GRN) |

Bahama's won met 5–2 over twee wedstrijden en kwalificeert zich voor de tweede ronde.
Tweede ronde
|                                 |                                                                      |         |          |                                                                                            |
| 1 april 2000 «onderlinge duels» | Haïti                                                                | 9 – 0   | Bahama's | Sylvio Catorstadion, Port-au-Prince Toeschouwers: 12.000 Scheidsrechter: Nery Alfaro (SLV) |
| 1 april 2000 «onderlinge duels» | Michel 3', 16', 57' Menelas 8', 33', 68' Pierre 29', 37' Edouard 72' | Verslag |          | Sylvio Catorstadion, Port-au-Prince Toeschouwers: 12.000 Scheidsrechter: Nery Alfaro (SLV) |

|                                  |          |         |                                  |                                                                                     |
| 16 april 2000 «onderlinge duels» | Bahama's | 0 – 4   | Haïti                            | Thomas Robinsonstadion, Nassau Toeschouwers: 6.000 Scheidsrechter: Mark Forde (BAR) |
| 16 april 2000 «onderlinge duels» |          | Verslag | 15', 50' Edouard 68', 76' Pierre | Thomas Robinsonstadion, Nassau Toeschouwers: 6.000 Scheidsrechter: Mark Forde (BAR) |

Haïti won met 13–0 over twee wedstrijden en kwalificeert zich voor de derde ronde.
|                                 |                                        |         |                        |                                                                                              |
| 2 april 2000 «onderlinge duels» | Trinidad en Tobago                     | 3 – 0   | Dominicaanse Republiek | Queen's Park Oval, Port of Spain Toeschouwers: 25.000 Scheidsrechter: Stuart Crockwell (BER) |
| 2 april 2000 «onderlinge duels» | Dwarika 67' (pen.), 90' (pen.) Eve 79' | Verslag |                        | Queen's Park Oval, Port of Spain Toeschouwers: 25.000 Scheidsrechter: Stuart Crockwell (BER) |

|                                  |                        |         |                    |                                                                                           |
| 16 april 2000 «onderlinge duels» | Dominicaanse Republiek | 0 – 1   | Trinidad en Tobago | Estadio Panamericano, San Cristóbal Toeschouwers: 1.000 Scheidsrechter: Kevin Stott (USA) |
| 16 april 2000 «onderlinge duels» |                        | Verslag | 72' Pierre         | Estadio Panamericano, San Cristóbal Toeschouwers: 1.000 Scheidsrechter: Kevin Stott (USA) |

Trinidad en Tobago won met 4–0 over twee wedstrijden en kwalificeert zich voor derde ronde.
Derde ronde
|                               |                                   |         |            | |
| 7 mei 2000 «onderlinge duels» | Trinidad en Tobago                | 3 – 1   | Haïti      | Hasely Crawfordstadion, Port of Spain Toeschouwers: 18.000 Scheidsrechter: Peter Prendergast (JAM) |
| 7 mei 2000 «onderlinge duels» | Andrews 34' Dwarika 75' Yorke 76' | Verslag | 90' Pierre | Hasely Crawfordstadion, Port of Spain Toeschouwers: 18.000 Scheidsrechter: Peter Prendergast (JAM) |

|                                |               |         |                    |                                                                                                |
| 19 mei 2000 «onderlinge duels» | Haïti         | 1 – 1   | Trinidad en Tobago | Sylvio Catorstadion, Port-au-Prince Toeschouwers: 15.000 Scheidsrechter: Gilberto Alcala (MEX) |
| 19 mei 2000 «onderlinge duels» | Thelamour 83' | Verslag | 26' Yorke          | Sylvio Catorstadion, Port-au-Prince Toeschouwers: 15.000 Scheidsrechter: Gilberto Alcala (MEX) |

Trinidad en Tobago won met 4–2 over twee wedstrijden en kwalificeert zich voor de  tweede ronde, verliezer Haïti speelt in de play-off.

## Centraal-Amerikaanse zone

### Groep A
| Nr. | Land        | GW | W | G | V | DV | DT | DS | Ptn | Resultaat            |
| --- | ----------- | -- | - | - | - | -- | -- | -- | --- | -------------------- |
| 1   | El Salvador | 4  | 3 | 1 | 0 | 10 | 2  | +8 | 10  | Naar volgende ronde. |
| 2   | Guatemala   | 4  | 1 | 2 | 1 | 3  | 3  | 0  | 5   | Play-off             |
| 3   | Belize      | 4  | 0 | 1 | 3 | 2  | 10 | –8 | 1   |                      |

|                                       |                                                             |              |        | |
| 5 maart 2000 «onderlinge duels» 15:00 | El Salvador                                                 | 5 – 0        | Belize | Estadio Nacional Flor Blanca, San Salvador Toeschouwers: 14.567 Scheidsrechter: Nelson Calix (HON) |
| 5 maart 2000 «onderlinge duels» 15:00 | Martínez 14' Rodríguez 31' Arce 69' Cerritos 79' Torres 81' | Externe link |        | Estadio Nacional Flor Blanca, San Salvador Toeschouwers: 14.567 Scheidsrechter: Nelson Calix (HON) |

|                                        |           |              |                        | |
| 19 maart 2000 «onderlinge duels» 16:00 | Belize    | 1 – 2        | Guatemala              | Estadio Francisco Morazán, San Pedro Sula Toeschouwers: 2.500 Scheidsrechter: Rafael Pedroza (PAN) |
| 19 maart 2000 «onderlinge duels» 16:00 | Núñez 40' | Externe link | 33' García 76' Ramírez | Estadio Francisco Morazán, San Pedro Sula Toeschouwers: 2.500 Scheidsrechter: Rafael Pedroza (PAN) |

|                                       |           |              |             |                                                                                                 |
| 2 april 2000 «onderlinge duels» 16:30 | Guatemala | 0 – 1        | El Salvador | Estadio Mateo Flores, Guatemala-Stad Toeschouwers: 30.000 Scheidsrechter: Antonio Marrufo (MEX) |
| 2 april 2000 «onderlinge duels» 16:30 |           | Externe link | 50' Arce    | Estadio Mateo Flores, Guatemala-Stad Toeschouwers: 30.000 Scheidsrechter: Antonio Marrufo (MEX) |

|                                        |           |              |                                    |                                                                                            |
| 16 april 2000 «onderlinge duels» 16:00 | Belize    | 1 – 3        | El Salvador                        | People's Stadion, Orange Walk Town Toeschouwers: 5.000 Scheidsrechter: Roger Miranda (NCA) |
| 16 april 2000 «onderlinge duels» 16:00 | Nuñez 66' | Externe link | 6' Arce 51' Martínez 64' Rodríguez | People's Stadion, Orange Walk Town Toeschouwers: 5.000 Scheidsrechter: Roger Miranda (NCA) |

|                                     |             |              |           |                                                                                            |
| 7 mei 2000 «onderlinge duels» 15:00 | El Salvador | 1 – 1        | Guatemala | Estadio Cuscatlán, San Salvador Toeschouwers: 40.000 Scheidsrechter: Rodrigo Badilla (CRC) |
| 7 mei 2000 «onderlinge duels» 15:00 | Arce 45'    | Externe link | 20' Plata | Estadio Cuscatlán, San Salvador Toeschouwers: 40.000 Scheidsrechter: Rodrigo Badilla (CRC) |

|                                      |              |       |        |                                                                                                 |
| 19 mei 2000 «onderlinge duels» 17:30 | Guatemala    | 0 – 0 | Belize | Estadio Francisco Morazán, San Pedro Sula Toeschouwers: 3.500 Scheidsrechter: José Pineda (HON) |
| 19 mei 2000 «onderlinge duels» 17:30 | Externe link |       |        | Estadio Francisco Morazán, San Pedro Sula Toeschouwers: 3.500 Scheidsrechter: José Pineda (HON) |

### Groep B
| Nr. | Land      | GW | W | G | V | DV | DT | DS  | Ptn | Resultaat            |
| --- | --------- | -- | - | - | - | -- | -- | --- | --- | -------------------- |
| 1   | Panama    | 4  | 3 | 0 | 1 | 8  | 3  | +5  | 9   | Naar volgende ronde. |
| 2   | Honduras  | 4  | 3 | 0 | 1 | 7  | 2  | +5  | 9   | Play-off             |
| 3   | Nicaragua | 4  | 0 | 0 | 4 | 0  | 10 | –10 | 0   |                      |

|                                       |                                   |              |           | |
| 4 maart 2000 «onderlinge duels» 19:30 | Honduras                          | 3 – 0        | Nicaragua | Estadio Olímpico Metropolitano, San Pedro Sula Toeschouwers: 10.000 Scheidsrechter: Ramon Argueta (SLV) |
| 4 maart 2000 «onderlinge duels» 19:30 | Chacón 29' Guerrero 41' Núñez 70' | Externe link |           | Estadio Olímpico Metropolitano, San Pedro Sula Toeschouwers: 10.000 Scheidsrechter: Ramon Argueta (SLV) |

|                                        |           |              |                               |                                                                                           |
| 19 maart 2000 «onderlinge duels» 15:00 | Nicaragua | 0 – 2        | Panama                        | Estadio Cacique Diriangén, Diriamba Toeschouwers: 2.000 Scheidsrechter: David Jones (BLZ) |
| 19 maart 2000 «onderlinge duels» 15:00 |           | Externe link | 5' Méndez 61' Ju. Dely Valdés | Estadio Cacique Diriangén, Diriamba Toeschouwers: 2.000 Scheidsrechter: David Jones (BLZ) |

|                                       |                            |              |          |                                                                                                |
| 2 april 2000 «onderlinge duels» 15:45 | Panama                     | 1 – 0        | Honduras | Estadio Rommel Fernández, Panama City Toeschouwers: 20.000 Scheidsrechter: Marvin Amores (CRC) |
| 2 april 2000 «onderlinge duels» 15:45 | Ju. Dely Valdés 70' (pen.) | Externe link |          | Estadio Rommel Fernández, Panama City Toeschouwers: 20.000 Scheidsrechter: Marvin Amores (CRC) |

|                                        |           |              |             |                                                                                             |
| 16 april 2000 «onderlinge duels» 14:00 | Nicaragua | 0 – 1        | Honduras    | Estadio Cacique Diriangén, Diriamba Toeschouwers: 6.000 Scheidsrechter: Hugo Castillo (GUA) |
| 16 april 2000 «onderlinge duels» 14:00 |           | Externe link | 83' Ramírez | Estadio Cacique Diriangén, Diriamba Toeschouwers: 6.000 Scheidsrechter: Hugo Castillo (GUA) |

|                                     |                         |              |                     | |
| 7 mei 2000 «onderlinge duels» 17:00 | Honduras                | 3 – 1        | Panama              | Estadio Tiburcio Carías Andino, Tegucigalpa Toeschouwers: 34.000 Scheidsrechter: Mario Ramirez (GUA) |
| 7 mei 2000 «onderlinge duels» 17:00 | Pavón 38' 66' Núñez 70' | Externe link | 49' Jo. Dely Valdés | Estadio Tiburcio Carías Andino, Tegucigalpa Toeschouwers: 34.000 Scheidsrechter: Mario Ramirez (GUA) |

|                                      |                                                            |              |           |                                                                                                  |
| 21 mei 2000 «onderlinge duels» 16:00 | Panama                                                     | 4 – 0        | Nicaragua | Estadio Rommel Fernández, Panama-Stad Toeschouwers: 20.000 Scheidsrechter: Rodolfo Sibrian (SLV) |
| 21 mei 2000 «onderlinge duels» 16:00 | Ju. Dely Valdés 50' Jo. Dely Valdés 69' Díaz 70' Brown 83' | Externe link |           | Estadio Rommel Fernández, Panama-Stad Toeschouwers: 20.000 Scheidsrechter: Rodolfo Sibrian (SLV) |

## Cariben/Centraal-Amerika Play-offs
Canada was direct geplaatst voor de play-offs. De overige landen plaatsten zich via de eerste ronde. Teams uit de Cariben konden niet tegen elkaar loten.
|                                      |      |         |            |                                                                                         |
| 4 juni 2000 «onderlinge duels» 16:00 | Cuba | 0 – 1   | Canada     | Estadio Pedro Marrero, Havana Toeschouwers: 6.000 Scheidsrechter: Marcio Carranza (HON) |
| 4 juni 2000 «onderlinge duels» 16:00 |      | Verslag | 39' de Vos | Estadio Pedro Marrero, Havana Toeschouwers: 6.000 Scheidsrechter: Marcio Carranza (HON) |

|                                       |         |       |      |                                                                                                 |
| 11 juni 2000 «onderlinge duels» 19:00 | Canada  | 0 – 0 | Cuba | Winnipeg Soccer Complex, Winnipeg Toeschouwers: 9.000 Scheidsrechter: Victorino Rodriguez (SLV) |
| 11 juni 2000 «onderlinge duels» 19:00 | Verslag |       |      | Winnipeg Soccer Complex, Winnipeg Toeschouwers: 9.000 Scheidsrechter: Victorino Rodriguez (SLV) |

Canada won met 1–0 over twee wedstrijden en plaatst zich voor de tweede ronde.
|                                       |                    |         |             |                                                                                             |
| 11 juni 2000 «onderlinge duels» 16:00 | Antigua en Barbuda | 0 – 1   | Guatemala   | Antigua Recreation Ground, St. John's Toeschouwers: 4.000 Scheidsrechter: Kevin Stott (USA) |
| 11 juni 2000 «onderlinge duels» 16:00 |                    | Verslag | 32' Ramírez | Antigua Recreation Ground, St. John's Toeschouwers: 4.000 Scheidsrechter: Kevin Stott (USA) |

|                                       |                                                                            |         |                    |                                                                                                   |
| 18 juni 2000 «onderlinge duels» 11:00 | Guatemala                                                                  | 8 – 1   | Antigua en Barbuda | Estadio Mateo Flores, Guatemala-Stad Toeschouwers: 4.500 Scheidsrechter: Edgar Rangel Perez (MEX) |
| 18 juni 2000 «onderlinge duels» 11:00 | Valencia 19' Ruiz 31' Ramírez 33' Plata 37', 80' Funes 72' García 83', 88' | Verslag | 60' Bleau          | Estadio Mateo Flores, Guatemala-Stad Toeschouwers: 4.500 Scheidsrechter: Edgar Rangel Perez (MEX) |

Guatemala won met 9–1 over twee wedstrijden en plaatst zich voor de tweede ronde.
|                                      |                                               |         |       |                                                                                                  |
| 3 juni 2000 «onderlinge duels» 15:00 | Honduras                                      | 4 – 0   | Haïti | Estadio Francisco Morazán, San Pedro Sula Toeschouwers: 22.000 Scheidsrechter: José Robles (MEX) |
| 3 juni 2000 «onderlinge duels» 15:00 | Núñez 31' F.Pavón 40' Pavón 77' Caballero 87' | Verslag |       | Estadio Francisco Morazán, San Pedro Sula Toeschouwers: 22.000 Scheidsrechter: José Robles (MEX) |

|                                       |            |         |                                 |                                                                                         |
| 17 juni 2000 «onderlinge duels» 18:00 | Haïti      | 1 – 3   | Honduras                        | ylvio Catorstadion, Port-au-Prince Toeschouwers: 4.000 Scheidsrechter: Brian Hall (USA) |
| 17 juni 2000 «onderlinge duels» 18:00 | Pierre 51' | Verslag | 7' Caballero 50' Núñez 87' León | ylvio Catorstadion, Port-au-Prince Toeschouwers: 4.000 Scheidsrechter: Brian Hall (USA) |

Honduras won met 7–1 over twee wedstrijden en plaatst zich voor de tweede ronde. '

## Tweede ronde
In vergelijking met het vorige kwalificatietoernooi plaatsten Mexico, de Verenigde Staten,  Canada,  Costa Rica,  El Salvador,  Honduras,  Guatemala,  Panama, Jamaica,  St. Vincent en de Grenadines en Trinidad en Tobago zich opnieuw voor de tweede ronde,  Cuba werd uitgeschakeld door Barbados.
In groep C plaatste net als het traditioneel sterke Mexico Trinidad en Tobago zich voor de finale-poule, voor de eerste keer sinds 1974. Het won twee maal van Canada en werd zelfs groepswinnaar ondanks een 7-0 nederlaag in Mexico. In groep D begon El Salvador met twee nederlagen tegen Honduras en Jamaica en kon de achterstand ten opzichte van deze landen niet meer goedmaken. Groep E was de spannendste groep, Barbados begon met een overwinning op Costa Rica, maar speelde geen rol van betekenis. Na de misstap maakte Costa Rica de achterstand goed met overwinningen in de thuiswedstrijden tegen de Verenigde Staten en Guatemala en een gelijkspel in Amerika en had genoeg aan een gelijkspel in Guatemala om de finaleronde te bereiken. Door een doelpunt van Carlos Ruiz vlak voor tijd eindigden Guatemala en Costa Rica precies gelijk, met één punt achterstand op  de Verenigde Staten. In een beslissingswedstrijd in Miami was Costa Rica duidelijk sterker dan Guatemala: 5-2.

### Groep C
| Nr. | Land               | GW | W | G | V | DV | DT | DS  | Ptn | Resultaat         |
| --- | ------------------ | -- | - | - | - | -- | -- | --- | --- | ----------------- |
| 1   | Trinidad en Tobago | 6  | 5 | 0 | 1 | 14 | 7  | +7  | 15  | Naar derde ronde. |
| 2   | Mexico             | 6  | 4 | 1 | 1 | 17 | 2  | +15 | 13  | Naar derde ronde. |
| 3   | Canada             | 6  | 1 | 2 | 3 | 1  | 8  | –7  | 5   |                   |
| 4   | Panama             | 6  | 0 | 1 | 5 | 1  | 16 | –15 | 1   |                   |

|                                       |        |         |            |                                                                                             |
| 16 juli 2000 «onderlinge duels» 15:00 | Panama | 0 – 1   | Mexico     | Estadio Rommel Fernández, Panama-Stad Toeschouwers: 21.000 Scheidsrechter: Brian Hall (USA) |
| 16 juli 2000 «onderlinge duels» 15:00 |        | Verslag | 88' Zepeda | Estadio Rommel Fernández, Panama-Stad Toeschouwers: 21.000 Scheidsrechter: Brian Hall (USA) |

|                                       |        |         |                    | |
| 16 juli 2000 «onderlinge duels» 18:00 | Canada | 0 – 2   | Trinidad en Tobago | Commonwealth Stadium, Edmonton Toeschouwers: 25.280 Scheidsrechter: Rodolfo Alexander Sibrian (SLV) |
| 16 juli 2000 «onderlinge duels» 18:00 |        | Verslag | 43' Eve 73' Yorke  | Commonwealth Stadium, Edmonton Toeschouwers: 25.280 Scheidsrechter: Rodolfo Alexander Sibrian (SLV) |

|                                       |         |       |        |                                                                                                 |
| 23 juli 2000 «onderlinge duels» 13:00 | Panama  | 0 – 0 | Canada | Estadio Rommel Fernández, Panama-Stad Toeschouwers: 19.500 Scheidsrechter: Samuel Richard (DOM) |
| 23 juli 2000 «onderlinge duels» 13:00 | Verslag |       |        | Estadio Rommel Fernández, Panama-Stad Toeschouwers: 19.500 Scheidsrechter: Samuel Richard (DOM) |

|                                       |                    |         |        |                                                                                              |
| 23 juli 2000 «onderlinge duels» 16:00 | Trinidad en Tobago | 1 – 0   | Mexico | Hasely Crawfordstadion, Port of Spain Toeschouwers: 18.000 Scheidsrechter: Kevin Stott (USA) |
| 23 juli 2000 «onderlinge duels» 16:00 | Latapy 86'         | Verslag |        | Hasely Crawfordstadion, Port of Spain Toeschouwers: 18.000 Scheidsrechter: Kevin Stott (USA) |

|                                           |                                |         |        |                                                                                       |
| 15 augustus 2000 «onderlinge duels» 14:00 | Mexico                         | 2 – 0   | Canada | Aztekenstadion, Mexico-Stad Toeschouwers: 23.450 Scheidsrechter: William Mattus (CRC) |
| 15 augustus 2000 «onderlinge duels» 14:00 | Abundis 48' Fenwick 81' (e.d.) | Verslag |        | Aztekenstadion, Mexico-Stad Toeschouwers: 23.450 Scheidsrechter: William Mattus (CRC) |

|                                           |                                                                     |         |        |                                                                                               |
| 16 augustus 2000 «onderlinge duels» 16:00 | Trinidad en Tobago                                                  | 6 – 0   | Panama | Queen's Park Oval, Port of Spain Toeschouwers: 18.000 Scheidsrechter: Peter Prendergast (JAM) |
| 16 augustus 2000 «onderlinge duels» 16:00 | Rougier 2' Dely Valdés 26' (e.d.) Yorke 36', 61' Eve 59' Pierre 77' | Verslag |        | Queen's Park Oval, Port of Spain Toeschouwers: 18.000 Scheidsrechter: Peter Prendergast (JAM) |

|                                           |                                                                                      |         |                 |                                                                                     |
| 3 september 2000 «onderlinge duels» 12:00 | Mexico                                                                               | 7 – 1   | Panama          | Aztekenstadion, Mexico-Stad Toeschouwers: 40.000 Scheidsrechter: Nelson Calix (HON) |
| 3 september 2000 «onderlinge duels» 12:00 | Ruiz 8' (pen.) Abundis 36' Zepeda 44' Blanco 47', 90' (pen.) Márquez 54' Ramírez 75' | Verslag | 54' Dely Valdés | Aztekenstadion, Mexico-Stad Toeschouwers: 40.000 Scheidsrechter: Nelson Calix (HON) |

|                                           |                                             |         |        |                                                                                         |
| 3 september 2000 «onderlinge duels» 16:00 | Trinidad en Tobago                          | 4 – 0   | Canada | Queen's Park Oval, Port of Spain Toeschouwers: 20.000 Scheidsrechter: Olger Mejia (CRC) |
| 3 september 2000 «onderlinge duels» 16:00 | Latapy 28' Carrington 30' Mason 54' Eve 90' | Verslag |        | Queen's Park Oval, Port of Spain Toeschouwers: 20.000 Scheidsrechter: Olger Mejia (CRC) |

|                                         |                                                                          |         |                    |                                                                                               |
| 8 oktober 2000 «onderlinge duels» 12:00 | Mexico                                                                   | 7 – 0   | Trinidad en Tobago | Aztekenstadion, Mexico-Stad Toeschouwers: 45.000 Scheidsrechter: Carlos Batros Gonzalez (GUA) |
| 8 oktober 2000 «onderlinge duels» 12:00 | Blanco 20', 28' (pen.) Borgetti 26', 30', 71' Davino 66' Ruiz 75' (pen.) | Verslag |                    | Aztekenstadion, Mexico-Stad Toeschouwers: 45.000 Scheidsrechter: Carlos Batros Gonzalez (GUA) |

|                                         |             |         |        |                                                                                                |
| 9 oktober 2000 «onderlinge duels» 16:00 | Canada      | 1 – 0   | Panama | Winnipeg Soccer Complex, Winnipeg Toeschouwers: 3.000 Scheidsrechter: Nery Alfaro Zepeda (SLV) |
| 9 oktober 2000 «onderlinge duels» 16:00 | Brennan 82' | Verslag |        | Winnipeg Soccer Complex, Winnipeg Toeschouwers: 3.000 Scheidsrechter: Nery Alfaro Zepeda (SLV) |

|                                           |        |         |                    |                                                                                                 |
| 15 november 2000 «onderlinge duels» 15:30 | Panama | 0 – 1   | Trinidad en Tobago | Estadio Rommel Fernández, Panama-Stad Toeschouwers: 6.000 Scheidsrechter: Rodolfo Sibrian (SLV) |
| 15 november 2000 «onderlinge duels» 15:30 |        | Verslag | 15' (pen.) Pierre  | Estadio Rommel Fernández, Panama-Stad Toeschouwers: 6.000 Scheidsrechter: Rodolfo Sibrian (SLV) |

|                                           |         |       |        |                                                                                   |
| 15 november 2000 «onderlinge duels» 19:00 | Canada  | 0 – 0 | Mexico | Varsity Stadium, Toronto Toeschouwers: 6.500 Scheidsrechter: Samuel Richard (DOM) |
| 15 november 2000 «onderlinge duels» 19:00 | Verslag |       |        | Varsity Stadium, Toronto Toeschouwers: 6.500 Scheidsrechter: Samuel Richard (DOM) |

### Groep D
| Nr. | Land                           | GW | W | G | V | DV | DT | DS  | Ptn | Resultaat         |
| --- | ------------------------------ | -- | - | - | - | -- | -- | --- | --- | ----------------- |
| 1   | Honduras                       | 6  | 5 | 0 | 1 | 25 | 5  | +20 | 15  | Naar derde ronde. |
| 2   | Jamaica                        | 6  | 4 | 0 | 2 | 7  | 4  | +3  | 12  | Naar derde ronde. |
| 3   | El Salvador                    | 6  | 3 | 0 | 3 | 13 | 13 | 0   | 9   |                   |
| 4   | Saint Vincent en de Grenadines | 6  | 0 | 0 | 6 | 2  | 25 | –23 | 0   |                   |

|                                       |                          |         |                                                    |                                                                                          |
| 16 juli 2000 «onderlinge duels» 15:00 | El Salvador              | 2 – 5   | Honduras                                           | Estadio Cuscatlán, San Salvador Toeschouwers: 36.000 Scheidsrechter: Carlos Batres (GUA) |
| 16 juli 2000 «onderlinge duels» 15:00 | Montes 8' Cienfuegos 89' | Verslag | 12' Caballero 37' Turcios 42', 62' Pavón 88' Suazo | Estadio Cuscatlán, San Salvador Toeschouwers: 36.000 Scheidsrechter: Carlos Batres (GUA) |

|                                       |                                |         |          |                                                                                   |
| 16 juli 2000 «onderlinge duels» 15:30 | Saint Vincent en de Grenadines | 0 – 1   | Jamaica  | Arnos Valestadion, Kingstown Toeschouwers: 5.000 Scheidsrechter: Noel Bynoe (TRI) |
| 16 juli 2000 «onderlinge duels» 15:30 |                                | Verslag | 23' Lowe | Arnos Valestadion, Kingstown Toeschouwers: 5.000 Scheidsrechter: Noel Bynoe (TRI) |

|                                       |                                                          |         |                                |                                                                                                  |
| 23 juli 2000 «onderlinge duels» 15:04 | El Salvador                                              | 7 – 1   | Saint Vincent en de Grenadines | Estadio Cuscatlán, San Salvador Toeschouwers: 25.000 Scheidsrechter: Felipe De Jesús Ramos (MEX) |
| 23 juli 2000 «onderlinge duels» 15:04 | Montes 19' Castro 34' Rivera 49', 60' Arce 63', 83', 85' | Verslag | 9' Ballantyne                  | Estadio Cuscatlán, San Salvador Toeschouwers: 25.000 Scheidsrechter: Felipe De Jesús Ramos (MEX) |

|                                       |                                  |         |            |                                                                                        |
| 23 juli 2000 «onderlinge duels» 18:00 | Jamaica                          | 3 – 1   | Honduras   | Independence Park, Kingston Toeschouwers: 23.000 Scheidsrechter: Timothy Weyland (USA) |
| 23 juli 2000 «onderlinge duels» 18:00 | Whitmore 27' Lowe 69' Burton 77' | Verslag | 2' Ramírez | Independence Park, Kingston Toeschouwers: 23.000 Scheidsrechter: Timothy Weyland (USA) |

|                                           |          |         |             |                                                                                           |
| 16 augustus 2000 «onderlinge duels» 19:00 | Jamaica  | 1 – 0   | El Salvador | Independence Park, Kingston Toeschouwers: 20.000 Scheidsrechter: Edgar Rangel Pérez (MEX) |
| 16 augustus 2000 «onderlinge duels» 19:00 | Lowe 34' | Verslag |             | Independence Park, Kingston Toeschouwers: 20.000 Scheidsrechter: Edgar Rangel Pérez (MEX) |

|                                           |                                                         |         |                                | |
| 16 augustus 2000 «onderlinge duels» 19:45 | Honduras                                                | 6 – 0   | Saint Vincent en de Grenadines | Estadio Tiburcio Carías Andino, Tegucigalpa Toeschouwers: 30.000 Scheidsrechter: José Farias Martínez (CAN) |
| 16 augustus 2000 «onderlinge duels» 19:45 | Pavón 5', 86' Ramírez 19', 59' Guevara 27' Bengoché 88' | Verslag |                                | Estadio Tiburcio Carías Andino, Tegucigalpa Toeschouwers: 30.000 Scheidsrechter: José Farias Martínez (CAN) |

|                                           |                                             |         |             | |
| 2 september 2000 «onderlinge duels» 20:05 | Honduras                                    | 5 – 0   | El Salvador | Estadio Olímpico Metropolitano, San Pedro Sula Toeschouwers: 42.000 Scheidsrechter: Fredy Burgos (GUA) |
| 2 september 2000 «onderlinge duels» 20:05 | Pavón 20', 43', 58' Suazo 47' Caballero 84' | Verslag |             | Estadio Olímpico Metropolitano, San Pedro Sula Toeschouwers: 42.000 Scheidsrechter: Fredy Burgos (GUA) |

|                                           |                       |         |                                |                                                                                       |
| 3 september 2000 «onderlinge duels» 18:00 | Jamaica               | 2 – 0   | Saint Vincent en de Grenadines | Independence Park, Kingston Toeschouwers: 30.000 Scheidsrechter: Ramesh Ramdhan (TRI) |
| 3 september 2000 «onderlinge duels» 18:00 | Williams 45' Lowe 50' | Verslag |                                | Independence Park, Kingston Toeschouwers: 30.000 Scheidsrechter: Ramesh Ramdhan (TRI) |

|                                         |             |         |         | |
| 8 oktober 2000 «onderlinge duels» 15:00 | Honduras    | 1 – 0   | Jamaica | Estadio Tiburcio Carías Andino, Tegucigalpa Toeschouwers: 35.000 Scheidsrechter: Ricardo Valenzuela (USA) |
| 8 oktober 2000 «onderlinge duels» 15:00 | Turcios 90' | Verslag |         | Estadio Tiburcio Carías Andino, Tegucigalpa Toeschouwers: 35.000 Scheidsrechter: Ricardo Valenzuela (USA) |

|                                         |                                |         |                           |                                                                                      |
| 8 oktober 2000 «onderlinge duels» 15:30 | Saint Vincent en de Grenadines | 1 – 2   | El Salvador               | Arnos Valestadion, Kingstown Toeschouwers: 1.500 Scheidsrechter: Urvin Faneyte (AHO) |
| 8 oktober 2000 «onderlinge duels» 15:30 | James 79'                      | Verslag | Sagastizaga 3' Cubías 89' | Arnos Valestadion, Kingstown Toeschouwers: 1.500 Scheidsrechter: Urvin Faneyte (AHO) |

|                                           |                                |         |                                                                                               |                                                                                  |
| 14 november 2000 «onderlinge duels» 15:30 | Saint Vincent en de Grenadines | 0 – 7   | Honduras                                                                                      | Arnos Valestadion, Kingstown Toeschouwers: 1.000 Scheidsrechter: Noel Egan (ANT) |
| 14 november 2000 «onderlinge duels» 15:30 |                                | Verslag | 26', 31' Ramírez 46' Velasquez 52' C. Santamaría 77' L. Santamaría 85' Caballero 89' Bengoche | Arnos Valestadion, Kingstown Toeschouwers: 1.000 Scheidsrechter: Noel Egan (ANT) |

|                                           |                                  |         |         |                                                                                                 |
| 15 november 2000 «onderlinge duels» 19:30 | El Salvador                      | 2 – 0   | Jamaica | Estadio Nacional Flor Blanca, San Salvador Toeschouwers: 3.000 Scheidsrechter: Ali Saheli (USA) |
| 15 november 2000 «onderlinge duels» 19:30 | Padilla 17' Rodríguez 24' (pen.) | Verslag |         | Estadio Nacional Flor Blanca, San Salvador Toeschouwers: 3.000 Scheidsrechter: Ali Saheli (USA) |

### Groep E
| Nr. | Land             | GW | W | G | V | DV | DT | DS  | Ptn | Resultaat         |
| --- | ---------------- | -- | - | - | - | -- | -- | --- | --- | ----------------- |
| 1   | Verenigde Staten | 6  | 3 | 2 | 1 | 14 | 3  | +11 | 11  | Naar derde ronde. |
| 2   | Costa Rica       | 6  | 3 | 1 | 2 | 9  | 6  | +3  | 10  | Naar play-off.    |
| 3   | Guatemala        | 6  | 3 | 1 | 2 | 9  | 6  | +3  | 10  | Naar play-off.    |
| 4   | Barbados         | 6  | 1 | 0 | 5 | 3  | 20 | –17 | 3   |                   |

|                                       |           |         |                  | |
| 16 juli 2000 «onderlinge duels» 11:06 | Guatemala | 1 – 1   | Verenigde Staten | Estadio Carlos Salazar Hijo, Mazatenango Toeschouwers: 10.000 Scheidsrechter: Armando Archundia (MEX) |
| 16 juli 2000 «onderlinge duels» 11:06 | Ruíz 88'  | Verslag | 45' Razov        | Estadio Carlos Salazar Hijo, Mazatenango Toeschouwers: 10.000 Scheidsrechter: Armando Archundia (MEX) |

|                                       |                     |         |              |                                                                                                   |
| 16 juli 2000 «onderlinge duels» 20:00 | Barbados            | 2 – 1   | Costa Rica   | Barbados Nationaal Stadion, Bridgetown Toeschouwers: 8.000 Scheidsrechter: Mauricio Navarro (CAN) |
| 16 juli 2000 «onderlinge duels» 20:00 | Riley 49' Forde 89' | Verslag | 48' Madrigal | Barbados Nationaal Stadion, Bridgetown Toeschouwers: 8.000 Scheidsrechter: Mauricio Navarro (CAN) |

|                                       |                    |         |          |                                                                                                 |
| 22 juli 2000 «onderlinge duels» 12:00 | Guatemala          | 2 – 0   | Barbados | Estadio Mario Camposeco, Quetzaltenango Toeschouwers: 4.000 Scheidsrechter: Mike Seiffert (CAN) |
| 22 juli 2000 «onderlinge duels» 12:00 | Ruíz 2' García 83' | Verslag |          | Estadio Mario Camposeco, Quetzaltenango Toeschouwers: 4.000 Scheidsrechter: Mike Seiffert (CAN) |

|                                       |                                 |         |                  |                                                                                                 |
| 23 juli 2000 «onderlinge duels» 11:00 | Costa Rica                      | 2 – 1   | Verenigde Staten | Estadio Ricardo Saprissa, San José Toeschouwers: 20.000 Scheidsrechter: Peter Prendergast (JAM) |
| 23 juli 2000 «onderlinge duels» 11:00 | Fonseca 9' Medford 90+1' (pen.) | Verslag | 66' Stewart      | Estadio Ricardo Saprissa, San José Toeschouwers: 20.000 Scheidsrechter: Peter Prendergast (JAM) |

|                                           |                   |         |                | |
| 15 augustus 2000 «onderlinge duels» 11:00 | Costa Rica        | 2 – 1   | Guatemala      | Estadio Alejandro Morera Soto, Alajuela Toeschouwers: 18.000 Scheidsrechter: Argelio Sabillon (HON) |
| 15 augustus 2000 «onderlinge duels» 11:00 | Wanchope 34', 58' | Verslag | 68' Pezzarossi | Estadio Alejandro Morera Soto, Alajuela Toeschouwers: 18.000 Scheidsrechter: Argelio Sabillon (HON) |

|                                           |                                                                       |         |          |                                                                                              |
| 16 augustus 2000 «onderlinge duels» 20:36 | Verenigde Staten                                                      | 7 – 0   | Barbados | Foxboro Stadium, Foxborough Toeschouwers: 18.334 Scheidsrechter: Jose Pineda Fernandez (HON) |
| 16 augustus 2000 «onderlinge duels» 20:36 | Pope 14' McBride 28' Moore 45', 82' O'Brien 46' Ramos 72' Stewart 74' | Verslag |          | Foxboro Stadium, Foxborough Toeschouwers: 18.334 Scheidsrechter: Jose Pineda Fernandez (HON) |

|                                           |                                  |         |          |                                                                                              |
| 3 september 2000 «onderlinge duels» 11:00 | Costa Rica                       | 3 – 0   | Barbados | Estadio Ricardo Saprissa, San José Toeschouwers: 17.000 Scheidsrechter: Eduardo Brizio (MEX) |
| 3 september 2000 «onderlinge duels» 11:00 | Soto 35' Fonseca 40' Medford 54' | Verslag |          | Estadio Ricardo Saprissa, San José Toeschouwers: 17.000 Scheidsrechter: Eduardo Brizio (MEX) |

|                                           |                  |         |           | |
| 3 september 2000 «onderlinge duels» 14:00 | Verenigde Staten | 1 – 0   | Guatemala | Robert F. Kennedy Memorial Stadium, Washington D.C. Toeschouwers: 51.996 Scheidsrechter: Edgar Rangel (MEX) |
| 3 september 2000 «onderlinge duels» 14:00 | McBride 72'      | Verslag |           | Robert F. Kennedy Memorial Stadium, Washington D.C. Toeschouwers: 51.996 Scheidsrechter: Edgar Rangel (MEX) |

|                                         |           |         |                                | |
| 8 oktober 2000 «onderlinge duels» 20:00 | Barbados  | 1 – 3   | Guatemala                      | Barbados Nationaal Stadion, Bridgetown Toeschouwers: 3.800 Scheidsrechter: Felipe Ramos Rizo (MEX) |
| 8 oktober 2000 «onderlinge duels» 20:00 | Riley 24' | Verslag | 3' García 10' Ruíz 84' Acevedo | Barbados Nationaal Stadion, Bridgetown Toeschouwers: 3.800 Scheidsrechter: Felipe Ramos Rizo (MEX) |

|                                          |                  |       |            |                                                                                           |
| 11 oktober 2000 «onderlinge duels» 20:00 | Verenigde Staten | 0 – 0 | Costa Rica | Columbus Crew Stadium, Columbus Toeschouwers: 24.430 Scheidsrechter: Ramesh Ramdhan (TRI) |
| 11 oktober 2000 «onderlinge duels» 20:00 | Verslag          |       |            | Columbus Crew Stadium, Columbus Toeschouwers: 24.430 Scheidsrechter: Ramesh Ramdhan (TRI) |

|                                           |               |         |             |                                                              |
| 15 november 2000 «onderlinge duels» 13:00 | Guatemala     | 2 – 1   | Costa Rica  | Toeschouwers: 12.000 Scheidsrechter: Felipe Ramos Rizo (MEX) |
| 15 november 2000 «onderlinge duels» 13:00 | Ruíz 53', 87' | Verslag | 71' Fonseca | Toeschouwers: 12.000 Scheidsrechter: Felipe Ramos Rizo (MEX) |

|                                           |          |         |                                            |                                                                                                 |
| 15 november 2000 «onderlinge duels» 15:00 | Barbados | 0 – 4   | Verenigde Staten                           | Barbados Nationaal Stadion, Bridgetown Toeschouwers: 4.000 Scheidsrechter: Ramesh Ramdhan (TRI) |
| 15 november 2000 «onderlinge duels» 15:00 |          | Verslag | 63' Mathis 73' Stewart 77' Jones 90' Razov | Barbados Nationaal Stadion, Bridgetown Toeschouwers: 4.000 Scheidsrechter: Ramesh Ramdhan (TRI) |

Play-off
|                                         |                                                 |         |                     |                                                                                               |
| 6 januari 2001 «onderlinge duels» 20:00 | Costa Rica                                      | 5 – 2   | Guatemala           | Miami Orange Bowl, Miami Toeschouwers: 41.000 Scheidsrechter: Rodolfo Alexander Sibrian (SLV) |
| 6 januari 2001 «onderlinge duels» 20:00 | Wanchope 7' Fonseca 43', 59' Parks 58' Soto 73' | Verslag | 4', 89' (pen.) Ruíz | Miami Orange Bowl, Miami Toeschouwers: 41.000 Scheidsrechter: Rodolfo Alexander Sibrian (SLV) |

Costa Rica kwalificeert zich voor de finaleronde.

## Finaleronde

### Eindstand
| Nr. | Land               | GW | W | G | V | DV | DT | DS  | Ptn | Resultaat               |
| --- | ------------------ | -- | - | - | - | -- | -- | --- | --- | ----------------------- |
| 1   | Costa Rica         | 10 | 7 | 2 | 1 | 17 | 7  | +10 | 23  | Naar het hoofdtoernooi. |
| 2   | Mexico             | 10 | 5 | 2 | 3 | 16 | 9  | +7  | 17  | Naar het hoofdtoernooi. |
| 3   | Verenigde Staten   | 10 | 5 | 2 | 3 | 11 | 8  | –3  | 17  | Naar het hoofdtoernooi. |
| 4   | Honduras           | 10 | 4 | 2 | 4 | 17 | 17 | 0   | 14  |                         |
| 5   | Jamaica            | 10 | 2 | 2 | 6 | 7  | 14 | –7  | 8   |                         |
| 6   | Trinidad en Tobago | 10 | 1 | 2 | 7 | 5  | 18 | –13 | 5   |                         |

### Speelronde één t/m vijf
Mexico had een dramatische start deze finale-ronde, het verloor voor de eerste keer een kwalificatiewedstrijd in eigen huis (1-2 tegen Costa Rica), was het enige land dat niet wist te winnen van Trinidad en Tobago en was kansloos in de uitwedstrijden tegen de Verenigde Staten en Honduras. Na de 3-1 nederlaag tegen Honduras nam coach Meaza ontslag. De Verenigde Staten wonnen wel in Honduras en de thuiswedstrijd van Costa Rica en hadden een ruime voorsprong met twaalf punten uit vijf wedstrijden, gevolgd door Costa Rica en Honduras.
|                                           |              |         |                    |                                                                                      |
| 28 februari 2001 «onderlinge duels» 13:00 | Jamaica      | 1 – 0   | Trinidad en Tobago | Independence Park, Kingston Toeschouwers: 34.000 Scheidsrechter: Carlos Batres (GUA) |
| 28 februari 2001 «onderlinge duels» 13:00 | Marshall 16' | Verslag |                    | Independence Park, Kingston Toeschouwers: 34.000 Scheidsrechter: Carlos Batres (GUA) |

|                                           |                           |         |                     |                                                                                           |
| 28 februari 2001 «onderlinge duels» 20:00 | Costa Rica                | 2 – 2   | Honduras            | Estadio Ricardo Saprissa, San José Toeschouwers: 20.000 Scheidsrechter: Ali Bujsaim (UAE) |
| 28 februari 2001 «onderlinge duels» 20:00 | Fonseca 70' Cordero 90+4' | Verslag | 3' Pineda 85' Núñez | Estadio Ricardo Saprissa, San José Toeschouwers: 20.000 Scheidsrechter: Ali Bujsaim (UAE) |

|                                           |                       |         |        |                                                                                            |
| 28 februari 2001 «onderlinge duels» 19:30 | Verenigde Staten      | 2 – 0   | Mexico | Columbus Crew Stadium, Columbus Toeschouwers: 24.329 Scheidsrechter: Rodolfo Sibrian (SLV) |
| 28 februari 2001 «onderlinge duels» 19:30 | Wolff 47' Stewart 87' | Verslag |        | Columbus Crew Stadium, Columbus Toeschouwers: 24.329 Scheidsrechter: Rodolfo Sibrian (SLV) |

|                                        |                                      |         |         |                                                                                         |
| 25 maart 2001 «onderlinge duels» 12:00 | Mexico                               | 4 – 0   | Jamaica | Aztekenstadion, Mexico-Stad Toeschouwers: 80.000 Scheidsrechter: Mauricio Navarro (CAN) |
| 25 maart 2001 «onderlinge duels» 12:00 | de Nigris 15', 18' Borgetti 84', 88' | Verslag |         | Aztekenstadion, Mexico-Stad Toeschouwers: 80.000 Scheidsrechter: Mauricio Navarro (CAN) |

|                                        |                             |         |                    |                                                                                                  |
| 25 maart 2001 «onderlinge duels» 20:00 | Costa Rica                  | 3 – 0   | Trinidad en Tobago | Estadio Alejandro Morera Soto, Alajuela Toeschouwers: 17.500 Scheidsrechter: Kim Young-Joo (KOR) |
| 25 maart 2001 «onderlinge duels» 20:00 | Bryce 46' Wanchope 81', 88' | Verslag |                    | Estadio Alejandro Morera Soto, Alajuela Toeschouwers: 17.500 Scheidsrechter: Kim Young-Joo (KOR) |

|                                        |             |         |                        | |
| 25 maart 2001 «onderlinge duels» 19:30 | Honduras    | 1 – 2   | Verenigde Staten       | Estadio Olímpico Metropolitano, San Pedro Sula Toeschouwers: 45.000 Scheidsrechter: Freddy Burgos (GUA) |
| 25 maart 2001 «onderlinge duels» 19:30 | de León 60' | Verslag | 33' Stewart 87' Mathis | Estadio Olímpico Metropolitano, San Pedro Sula Toeschouwers: 45.000 Scheidsrechter: Freddy Burgos (GUA) |

|                                        |             |         |               |                                                                                     |
| 25 april 2001 «onderlinge duels» 19:30 | Jamaica     | 1 – 1   | Honduras      | Independence Park, Kingston Toeschouwers: 30.000 Scheidsrechter: Carlos Simon (BRA) |
| 25 april 2001 «onderlinge duels» 19:30 | Gardner 56' | Verslag | 80' Caballero | Independence Park, Kingston Toeschouwers: 30.000 Scheidsrechter: Carlos Simon (BRA) |

|                                        |                    |         |           |                                                                                      |
| 25 april 2001 «onderlinge duels» 16:00 | Trinidad en Tobago | 1 – 1   | Mexico    | Queen's Park Oval, Port of Spain Toeschouwers: 8.000 Scheidsrechter: Saad Mane (KUW) |
| 25 april 2001 «onderlinge duels» 16:00 | Andrews 14'        | Verslag | 61' Pardo | Queen's Park Oval, Port of Spain Toeschouwers: 8.000 Scheidsrechter: Saad Mane (KUW) |

|                                        |                  |         |            |                                                                                           |
| 25 april 2001 «onderlinge duels» 18:30 | Verenigde Staten | 1 – 0   | Costa Rica | Arrowhead Stadium, Kansas City Toeschouwers: 37.319 Scheidsrechter: Jorge Larrionda (URU) |
| 25 april 2001 «onderlinge duels» 18:30 | Wolff 70'        | Verslag |            | Arrowhead Stadium, Kansas City Toeschouwers: 37.319 Scheidsrechter: Jorge Larrionda (URU) |

|                                       |            |         |                         |                                                                                      |
| 16 juni 2001 «onderlinge duels» 12:00 | Mexico     | 1 – 2   | Costa Rica              | Aztekenstadion, Mexico-Stad Toeschouwers: 60.000 Scheidsrechter: Carlos Batres (GUA) |
| 16 juni 2001 «onderlinge duels» 12:00 | Abundis 7' | Verslag | 73' Fonseca 87' Medford | Aztekenstadion, Mexico-Stad Toeschouwers: 60.000 Scheidsrechter: Carlos Batres (GUA) |

|                                       |         |       |                  |                                                                                      |
| 16 juni 2001 «onderlinge duels» 13:00 | Jamaica | 0 – 0 | Verenigde Staten | Independence Park, Kingston Toeschouwers: 35.000 Scheidsrechter: Ubaldo Aquino (PAR) |
| 16 juni 2001 «onderlinge duels» 13:00 | Verslag |       |                  | Independence Park, Kingston Toeschouwers: 35.000 Scheidsrechter: Ubaldo Aquino (PAR) |

|                                       |                     |         |                                                             |                                                                                                  |
| 16 juni 2001 «onderlinge duels» 16:00 | Trinidad en Tobago  | 2 – 4   | Honduras                                                    | Hasely Crawfordstadion, Port of Spain Toeschouwers: 5.500 Scheidsrechter: Mauricio Navarro (CAN) |
| 16 juni 2001 «onderlinge duels» 16:00 | Latapy 56' John 90' | Verslag | 13' (pen.) Pavón 20' Turcios 54' Morales 86' (pen.) Guevara | Hasely Crawfordstadion, Port of Spain Toeschouwers: 5.500 Scheidsrechter: Mauricio Navarro (CAN) |

|                                       |                      |         |                    |                                                                                    |
| 20 juni 2001 «onderlinge duels» 19:30 | Verenigde Staten     | 2 – 0   | Trinidad en Tobago | Foxboro Stadium, Foxborough Toeschouwers: 31.211 Scheidsrechter: Ali Bujsaim (UAE) |
| 20 juni 2001 «onderlinge duels» 19:30 | Razov 2' Stewart 20' | Verslag |                    | Foxboro Stadium, Foxborough Toeschouwers: 31.211 Scheidsrechter: Ali Bujsaim (UAE) |

|                                       |                            |         |          | |
| 20 juni 2001 «onderlinge duels» 19:30 | Honduras                   | 3 – 1   | Mexico   | Estadio Olímpico Metropolitano, San Pedro Sula Toeschouwers: 50.000 Scheidsrechter: Horacio Elizondo (ARG) |
| 20 juni 2001 «onderlinge duels» 19:30 | Pavón 16', 55', 64' (pen.) | Verslag | 86' Ruiz | Estadio Olímpico Metropolitano, San Pedro Sula Toeschouwers: 50.000 Scheidsrechter: Horacio Elizondo (ARG) |

|                                       |                       |         |          | |
| 20 juni 2001 «onderlinge duels» 20:00 | Costa Rica            | 2 – 1   | Jamaica  | Estadio Alejandro Morera Soto, Alajuela Toeschouwers: 17.800 Scheidsrechter: John Toro Rendón (COL) |
| 20 juni 2001 «onderlinge duels» 20:00 | Marin 4' Wanchope 38' | Verslag | 10' Lowe | Estadio Alejandro Morera Soto, Alajuela Toeschouwers: 17.800 Scheidsrechter: John Toro Rendón (COL) |

### Speelronde zes t/m acht
Onder de nieuwe bondscoach Javier Aguirre leefde Mexico op en won drie wedstrijden achter elkaar, de Verenigde Staten verloren echter alle wedstrijden. Na de 1-0 zege van Mexico op de Verenigde Staten, verloor het land met 2-3 van Honduras, waarbij  de bij de Nederlandse club NAC spelende Earnest Stewart twee doelpunten scoorde, maar ook een strafschop miste. Costa Rica nam het initiatief over en was na een 2-0 overwinning op de Verenigde Staten zeker van deelname aan het WK dankzij twee doelpunten van Rolando Fonseca. Honduras klom na de tweede plaats met een punt voorsprong op Mexico en de Verenigde Staten.
|                                       |                    |         |                     |                                                                                          |
| 30 juni 2001 «onderlinge duels» 16:00 | Trinidad en Tobago | 1 – 2   | Jamaica             | Queen's Park Oval, Port of Spain Toeschouwers: 4000 Scheidsrechter: Gustavo Mendez (URU) |
| 30 juni 2001 «onderlinge duels» 16:00 | John 26'           | Verslag | 30' Lowe 68' Burton | Queen's Park Oval, Port of Spain Toeschouwers: 4000 Scheidsrechter: Gustavo Mendez (URU) |

|                                      |              |         |                  |                                                                                       |
| 1 juli 2001 «onderlinge duels» 12:00 | Mexico       | 1 – 0   | Verenigde Staten | Aztekenstadion, Mexico-Stad Toeschouwers: 110.000 Scheidsrechter: Kim Young-Joo (KOR) |
| 1 juli 2001 «onderlinge duels» 12:00 | Borgetti 15' | Verslag |                  | Aztekenstadion, Mexico-Stad Toeschouwers: 110.000 Scheidsrechter: Kim Young-Joo (KOR) |

|                                      |                  |         |                                   |                                                                                                   |
| 1 juli 2001 «onderlinge duels» 16:00 | Honduras         | 2 – 3   | Costa Rica                        | Estadio Tiburcio Carías Andino, Tegucigalpa Toeschouwers: 38.000 Scheidsrechter: Óscar Ruiz (COL) |
| 1 juli 2001 «onderlinge duels» 16:00 | Guevara 25', 38' | Verslag | 9' Wanchope 13' Fonseca 83' Solís | Estadio Tiburcio Carías Andino, Tegucigalpa Toeschouwers: 38.000 Scheidsrechter: Óscar Ruiz (COL) |

|                                           |                  |         |                                 |                                                                                          |
| 1 september 2001 «onderlinge duels» 10:00 | Verenigde Staten | 2 – 3   | Honduras                        | RFK Stadium, Washington D.C. Toeschouwers: 54.282 Scheidsrechter: Mauricio Navarro (CAN) |
| 1 september 2001 «onderlinge duels» 10:00 | Stewart 7', 83'  | Verslag | 27', 76' Núñez 59' (pen.) Pavón | RFK Stadium, Washington D.C. Toeschouwers: 54.282 Scheidsrechter: Mauricio Navarro (CAN) |

|                                           |                    |         |               |                                                                                                 |
| 1 september 2001 «onderlinge duels» 16:00 | Trinidad en Tobago | 0 – 2   | Costa Rica    | Hasely Crawfordstadion, Port of Spain Toeschouwers: 2.5000 Scheidsrechter: Mohammed Kousa (SYR) |
| 1 september 2001 «onderlinge duels» 16:00 |                    | Verslag | 4', 35' Gómez | Hasely Crawfordstadion, Port of Spain Toeschouwers: 2.5000 Scheidsrechter: Mohammed Kousa (SYR) |

|                                           |                    |         |                 |                                                                                       |
| 2 september 2001 «onderlinge duels» 16:00 | Jamaica            | 1 – 2   | Mexico          | Independence Park, Kingston Toeschouwers: 35.000 Scheidsrechter: Gamal Ghandour (EGY) |
| 2 september 2001 «onderlinge duels» 16:00 | Morales 11' (e.d.) | Verslag | 68', 76' Blanco | Independence Park, Kingston Toeschouwers: 35.000 Scheidsrechter: Gamal Ghandour (EGY) |

|                                           |                                                       |         |                    |                                                                                             |
| 5 september 2001 «onderlinge duels» 12:00 | Mexico                                                | 3 – 0   | Trinidad en Tobago | Aztekenstadion, Mexico-Stad Toeschouwers: 75.000 Scheidsrechter: Jose Farias Martinez (CAN) |
| 5 september 2001 «onderlinge duels» 12:00 | Garcia Aspe 25' (pen.) Arellano 44' Blanco 86' (pen.) | Verslag |                    | Aztekenstadion, Mexico-Stad Toeschouwers: 75.000 Scheidsrechter: Jose Farias Martinez (CAN) |

|                                           |           |         |         | |
| 5 september 2001 «onderlinge duels» 19:30 | Honduras  | 1 – 0   | Jamaica | Estadio Tiburcio Carías Andino, Tegucigalpa Toeschouwers: 22.000 Scheidsrechter: Qasem Shaban (KUW) |
| 5 september 2001 «onderlinge duels» 19:30 | Núñez 53' | Verslag |         | Estadio Tiburcio Carías Andino, Tegucigalpa Toeschouwers: 22.000 Scheidsrechter: Qasem Shaban (KUW) |

|                                           |                  |         |                  |                                                                                             |
| 5 september 2001 «onderlinge duels» 20:00 | Costa Rica       | 2 – 0   | Verenigde Staten | Estadio Ricardo Saprissa, San José Toeschouwers: 24.000 Scheidsrechter: Carlos Batres (GUA) |
| 5 september 2001 «onderlinge duels» 20:00 | Fonseca 39', 68' | Verslag |                  | Estadio Ricardo Saprissa, San José Toeschouwers: 24.000 Scheidsrechter: Carlos Batres (GUA) |

### Speelronde negen en tien
Honduras verspeelde de tweede plaats door een dure nederlaag in eigen huis tegen nummer laatst: Trinidad en Tobago. Honduras schoot op de lat, de bal werd een paar keer van de lijn gehaald en uit één uitval kregen ze een doelpunt tegen. De Verenigde Staten profiteerden door met 2-1 van Jamaica te winnen en omdat Mexico gelijkspeelde tegen Costa Rica was team USA geplaatst voor het WK. Mexico en Honduras moesten in een rechtstreeks duel strijden om de laatste ticket, Mexico had genoeg aan een gelijkspel. Mexico boekte een 3-0 overwinning in het Aztekenstadion voor 106.000 toeschouwers, Cuauhtémoc Blanco scoorde twee doelpunten.
|                                         |            |       |        | |
| 7 oktober 2001 «onderlinge duels» 12:00 | Costa Rica | 0 – 0 | Mexico | Estadio Ricardo Saprissa, San José Toeschouwers: 24.000 Scheidsrechter: Antonio Pereira da Silva (BRA) |
| 7 oktober 2001 «onderlinge duels» 12:00 | Verslag    |       |        | Estadio Ricardo Saprissa, San José Toeschouwers: 24.000 Scheidsrechter: Antonio Pereira da Silva (BRA) |

|                                         |          |         |                    | |
| 7 oktober 2001 «onderlinge duels» 12:00 | Honduras | 0 – 1   | Trinidad en Tobago | Estadio Olímpico Metropolitano, San Pedro Sula Toeschouwers: 45.000 Scheidsrechter: Mike Seifert (CAN) |
| 7 oktober 2001 «onderlinge duels» 12:00 |          | Verslag | 61' John           | Estadio Olímpico Metropolitano, San Pedro Sula Toeschouwers: 45.000 Scheidsrechter: Mike Seifert (CAN) |

|                                         |                      |         |              |                                                                                        |
| 7 oktober 2001 «onderlinge duels» 14:00 | Verenigde Staten     | 2 – 1   | Jamaica      | Foxboro Stadium, Foxborough Toeschouwers: 40.400 Scheidsrechter: Rodolfo Sibrian (SLV) |
| 7 oktober 2001 «onderlinge duels» 14:00 | Moore 3', 81' (pen.) | Verslag | 13' Lawrence | Foxboro Stadium, Foxborough Toeschouwers: 40.400 Scheidsrechter: Rodolfo Sibrian (SLV) |

|                                           |                                     |         |          |                                                                                       |
| 11 november 2001 «onderlinge duels» 12:00 | Mexico                              | 3 – 0   | Honduras | Aztekenstadion, Mexico-Stad Toeschouwers: 105.405 Scheidsrechter: Carlos Batres (GUA) |
| 11 november 2001 «onderlinge duels» 12:00 | Blanco 65', 78' (pen.) Palencia 72' | Verslag |          | Aztekenstadion, Mexico-Stad Toeschouwers: 105.405 Scheidsrechter: Carlos Batres (GUA) |

|                                           |                    |       |                  |                                                                                                   |
| 11 november 2001 «onderlinge duels» 15:00 | Trinidad en Tobago | 0 – 0 | Verenigde Staten | Hasely Crawfordstadion, Port of Spain Toeschouwers: 5.000 Scheidsrechter: Peter Prendergast (JAM) |
| 11 november 2001 «onderlinge duels» 15:00 | Verslag            |       |                  | Hasely Crawfordstadion, Port of Spain Toeschouwers: 5.000 Scheidsrechter: Peter Prendergast (JAM) |

|                                           |         |         |            |                                                                                      |
| 11 november 2001 «onderlinge duels» 15:00 | Jamaica | 0 – 1   | Costa Rica | Independence Park, Kingston Toeschouwers: 7.000 Scheidsrechter: Ramesh Ramdhan (TRI) |
| 11 november 2001 «onderlinge duels» 15:00 |         | Verslag | 5' Sunsing | Independence Park, Kingston Toeschouwers: 7.000 Scheidsrechter: Ramesh Ramdhan (TRI) |